# Gordon Čajld
Gordon Čajld (eng. Vere Gordon Childe) bio je australijanski arheolog koji se specijalizirao za evropsku praistoriju. Proveo je veliki deo svog života u Ujedinjenom Kraljevstvu  radeći kao akademik na univerzitetu u Edinburgu, a zatim u Arheološkom institutu u Londonu. Napisao je 26 knjiga tokom svoje karijere. U početku je bio pripadnik kulturno-istorijske paradigme, a kasnije prvi u zapadnoj Evropi koji je krenuo da se bavi  marksističkom arheologijom.
Rođen je u Sidneju u srednjeklasnoj porodici migranata iz Britanije, Čajld je studirao klasične nauke na univerzitetu u Sidneju pre nego se odselio u Englesku kako bi učio klasičnu arheologiju na na Oksfordu. Tamo je prihvatio socijalistički pokret koji je bio praćen Prvim svetskim ratom gledajući na to kao borbu imperijalista sa potlačenim evropskim narodom. Vratio se u Australiju 1917.  Bio je sprečen da radi kao akademik zbog svojih socijalističkih angažovanja, pa je zbog toga radio kao lični sakretar političara Radničke stranke, Džona Storeja (eng. John Storey). Kritike ka Radničkoj partiji su rasle i onda se priključio još partiji koja je bila još više levičarski orijentisana, Partiji industrijskih radnika sveta (Industrial Workers of the World). Emigrirao je u London 1921. Tamo postaje bibliotekar Kraljevskog antropološkog instituta. Putuje po Evropi  radi produbljivanja znanja o kontinentalnoj praistoriji objavljujući svoja otkrića u akademeske radove i knjige. Radeći to on se upoznavao s kontekstom arheološke kulture Evrope- ideja da se artefakti razvrstavaju po sličnosti artefakta i da to povezuje razdaljene kulturne grupe- britanskoj arheološkoj zajednici.
Radio je od 1927. do 1946. kao Abercrombi profesor arheologije na univerzitetu u Londonu, a od 1947 do 1957 je bio direktor Arheološkog instituta u Londonu. Tokom ovog perioda prevideo je arheološka iskopavanja u Škotskoj i Severnoj Irskoj. Fokusirao se na Neolitsku orkeju tako što je iskopavao lokalitet Skara Bre i katakombe u Maeshowe i Quoyness. U toj deceniji se znatno  povećava njegov rad na izveštajima s iskopavanja, novinskim člancima, knjigama... Sa Stjuartom Pigotom (eng. Stuart Piggott) i Grahamom Klarkom (Grahame Clark) ponovo osnoviju Društvo praistoričara 1934. i postaje njihov prvi predsednik. Ostajući posvećen socijalista, prihvatio je marksizam i odbijajući kulturno-istorijske prilaze, koristio je marksizam kao okvir za arheološke stvari. Postao je miljenik Sovjetskog saveza i posetio je zemlju u nekoliko prilika. Iako je odrastao sa predrasudama o njihovoj stranoj politici prateći Madjarsku revoluciju 1956. Njegova uverenja  doprinela su tome da mu je ulazak u SAD bio zabranjen, iako je često bio pozivan da održava predavanja tamo. Nakon penzije odlazi u Australijske Plave planine, gde je i  počinio samoubistvo.
Jedan od najpoznatijih arheologa 20. tog veka Čajld postaje poznat kao Veliki sintisajzer zbog njegovog rada kojim je spojio regionalna istraživanja sa širom slikom o Bliskom istoku i praistoriji Evrope. On je takođe postao poznat i po svojoj ulozi u tehnološkoj revoluciji i ekonomskom razvitku u ljudskom društvu.

## Detinjstvo i mladost

### Detinjstvo: 1892–1910.
Čajld je rođen 14. aprila u Sidneju. Bio je jedino preživelo dete Riverenda Stefana Henrija Čajda (Reverend Stephen Henry Childe) (1844–1923) i Harijet Elize (Harriet Eliza) (1853–1910), srednjeklasnog para izbeglica iz Engleske. Sin aglikanskog sveštenika, Stevena Čajlda koji je 1867.  postao član Engleske crkve. Nakon dobijanja diplome (B.A.) na Kembridžu, postaje učitelj i 1871. se ženi Mari Elen Larhord (Mary Ellen Latchford), sa kojom je imao petoro dece. Preselili su se u Australiju 1878, gde Meri umire 1886. Oženio je Harijet, engleskinju bogatog porekla koja se preselila tu još kao dete. Gordon Čajld je odgajan sa još pet polu-brata u vili na selu svog oca, Čalet Fontanele (Chalet Fontenelle), koje su povezane sa vodopadima Ventvort (Wentworth Falls) na Plavim planinama, zapadno od Sidneja. Riverend Stefan Čajld je radio kao ministar za Sv. Tomasa Pariškog (St. Thomas' Parish), nepopularnog zbog svađa sa ljudima koji su dolazili da se mole i uzimanja neplaniranog odmora.
Bolešljivo dete, Gordon Čajld edukovao se kod kuće nekoliko godina. Pre nego je krenuo u privatnu školu u severnom Sidneju. 1907. počinje da pohađa Sidnejsku anglističku gimnaziju, polažući osnovnu maturu 1909, a višu maturu 1910. U školi je učio antičku istoriju, francuski, grčki, latinski, algebru i trigonometriju. Dobijao je sve dobre ocene i bio dobar u  svim predmetima, ali je bio maltretiran zbog svog fizičkog izgleda i neatletske građe. U julu 1910. godine njegova majka umire, ali se njegov  otac brzo potom opet ženi. Čajldovi odnosi s ocem su se pogogoršali, to je delimično propraćeno smrću njegove majke i njegovim neslaganjem s ocem po pitanju religije i vere: Riverend je bio posvećen hrišćanin i konzervativac, dok je Čajld bio ateista i socijalista.

### Univerzitet u Sidneju i Oksford: 1911–1917.
Čajld je studirao klasične nauke na Univerzitetu u Sidneju 1911. ; iako se fokusirao na pisane izvore on je prvo došao do klasične arheologije kroz radove Hajnriha Šlimana i Artura Evansa. Na univerzitetu on postaje aktivan član društva za debatu, u jednom trenutku se sukobio na strani predloga „socijalizam je poželjan“. Sve više zainteresovan za socijalizam, čita dela Karla Marksa i Fridriha Engelsa, kao i filozofa G.W.F Hegela, čiji dijalozi su previše uticali na Marksovu teoriju. Na univerzitetu on postaje prijatelj tada studenta, a kasnije sudije i političara Herbert Ver Ivat (Herbert Vere Evatt), sa kim ostaje celog života u kontaktu. Završeći svoje studije 1913. on je sledeće godine diplomirao sa raznim nagradama i pohvalama uključujući i nagradu iz filozofije profesora Franca Andersona.
Želeći da nastavi svoje studije dobija 200 funti Kuper diplomsku stipendiju za klasiku, koja mu je omogućila da plati školarinu na Kraljičinom Koledžu, dela Oksfordskog univerziteta u Engleskoj. Zaplovio je za Britaniju sa SS Orsovom avgusta 1914, brzo nakon izbijanja Prvog svetskog rata. Na koledžu, Čajld je primljen da studira klasičnu arheologiju koju prati diploma Literae Humaniores, iako nikad nije završio prvu. Dok je bio tamo, učio je od Džona Bizlija i Artura Evansa, koji je kasnije bio Čajldov supervizor. Svoj prvi naučni rad objavljuje 1915. godine. O datumu i poreklu Minijske vaze (On the Date and Origin of Minyan Ware)  sledeće godine piše tezu Uticaj Indo-Evropljana u praistoriji Grčke  (The Influence of Indo-Europeans in Prehistoric Greece), pokazujući svoju težnju da spoji filološki i arheološki dokaz.
Na Oksfordu se aktivno uključuje u socijalistički pokret, negirajući konzervativni univerzitetski autoritet. Postao je član levog krila reformista Oksfordskog univerziteta Fabijan Društva, bio je tamo i 1915, kada je društvo promenilo naziv u Socijalno društvo univerziteta Oksford. Pratio je podelu Fabijan društva, a najbolji prijatelj i cimer mu je bio Rajani Palm Dat (Rajani Palme Dutt), žarki socijalista i marksista. Njih dvoje su se često opijali kasno noću i testirali njihovo znanje o klasičnoj istoriji. Sa Britanijom koja je tada bila u Prvom svetskom ratu, mnogi socijalisti su odbili da se bore za Britansku armiju i pored regrutacije. Verovali su da vladajuće klase u evropskoj imperijalističkoj naciji pokreću rat zbog njihovih sopstvenih interesa i ekspanzije radne klase; Ovi socijalisti su mislili da je jedini rat koji oni treba da vode bio klasni rat. Dat je bio zatvoren odbijajući da se bori, a Čajld se zalagao da njega i druge socijaliste oslobodi. Čajld nikad nije dobio poziv da se priključi vojsci, verovatno zbog njegovog lošeg vida i slabog zdravlja. Njegov anti-ratni stav je zabrinuo vlasti; obaveštajna služba mu je otvorila dosije, njegova pošta je presretana, a on je bio pod nadzorom.

### Rana karijera u Australiji: 1918–1921.
Čajld se vratio u Australiju avgusta 1917. Kao poznati socijalista bio je pod nadzorom obezbeđenja, koje je presretalo njegovu poštu. 1918. postao je tutor na Sidnejskom univerzitetu, Koledž Svetog Andreja. Pridruživši se sidnejskim socijalistima i njihovom anti-ratnim pokretima, na Uskrs 1918. držao  je govot na trećoj državnoj konferenciji za mir. Događaj organizovan od strane australijske unije pod demokratskom kontrolom za izbeganvanje rata, učestvovala je grupa protiv premijera Bilija Hudžesa (Billy Hughes) čiji su planovi bili da uvede regrutaciju.
Članovi tima su mu osigurali mesto tutora antičke grčke istorije na departmanu za klasiku, ali univerzitetski kancelar Vilijam Kalen (William Cullen)  se plašio da će to podstaći socijalizam kod studenata i otpustio ga je. Levičari su ovo osudili kao  narušavanje ljudskih prava i političari centralne levice Vilijam MekKel (William McKell) i T.Dž. Smit (T.J. Smith) su pokrenuli problem u australijskom parlamentu.

## Kasniji život

### Profesor arheologije na Abercrombu: 1927–1946.
Године 1927, škotski univerzitet u Edinburgu ponudio je Čajldu mesto profesora arheologije, nova pozicija utvrđena zaostavštinom praistoričara Lorda Aberkrombija (Abercromby). Iako je bio tužan zbog  napuštanje Londona, Čajld je prihvatio posao, preselio se u Edinburg u septemdru 1927. Sa 35 godina, Čajld postaje „jedini akademski praistoričar na mestu predavača u Škotskoj”. Mnogi škotski arheolozi nisu voleli Čajlda, posmatrajući ga kao stranca sa nikakvom vezom za škotsku praistorju. On je napisao prijatelju „Živim ovde u atmosferi mržnje i zavisti”. U Edinburgu ja na kraju stekao prijatelje arheologe kao što su Aleksanda Kurl, Valter Gran, DŽ. G. Salender, V. Lindzaj Skot, kao i one koji nisu arheolozi, poput fizičara Čarlsa Galtona Darvina i postaju kum Darvinovom najmljađem sinu.
Na Edinburškom univerzitetu, Čajld se fokusirao na istraživanja vise nego na predavanja. On je bio  navodno dobar prema njegovim studentima ali je imao problem da priča pred velikom publikom; mnogi studenti su bili zbunjeni zbog njegove diplome koja se sastojala od kurseva raznih perioda, bavio se najranijijim gvozdenim dobom pre nego je prešao na paleolit. Osnovao je Edinburšku ligu praistoričara, vodio je svoje najentuzijastične studente na iskopavanja I pozivao je goste na njegovim predavanjima. Rani je zagovornik eksperimantalne arheologije i uključivao je njegove studente u te eskperimente; 1937. je koristio ovaj metod da bi odredio proces varijacije na nalazima na nekoliko tvrđava iz gvozdenog doba u severnoj Britaniji.
Čajld je proveo mnogo vremena u kontinentalnoj Evropi i bio na mnogim konferencijama tamo. Naučio je nekoliko evropskih jezika. 1935. posetio je Sovjetski savez, proveo je 12 dana u Lenjingradu i Moskvi; impresioniran socijalističkoj državom, on je bio posebno zainteresovan za socijalnu ulogu u sovjetskoj arheologiji. Njegova socijalistička ubeđenja su ga vodila ka ranom osuđivanju evropskog fašizma i bio je besan na nacističke istomišljenike u praistorijskoj arheologiji koji glorifikuju njihovo arijevsko nasleđe. Podrživši britanske vlasti da se bore protiv fašizma u Drugom svetskom ratu, mislio je verovatno da je na nacističkoj crnoj listi i odlučio da se, ako nacisti osvoje Britaniju, udavi u kanal. Osim protivljenja fašistima u Italiji i Nemačkoj, on je takođe kritikovao imperijaliste, kapitaliste, vladu Ujedinjenog Kraljevstva i Ujedinjenih država.

### Iskopavanja
Čajldova univerzitatska pozicija je tančila da je bio dužan da vodi arheološka iskopavanja, iako je to izbegavao. Studenti su se slagali, ali i prepoznavali njegovu „genijalnost za interpretaciju dokaza”. Za razliku od ostalih savremenika on je bio skrupulozan prema pisanju i objavljivao je njegove pronalaske. Izdavao je skoro svake godine izveštaje o napretcima škotskog društva antikvara I nečesto priznavao  pomoć svakog kopača.
Njegova najbolja iskopavanja su bila od 1928. Do 1930. U Skara Brei na Orknijskim ostrvima. Iskopavao je na otvorenom dobro očuvano neolitsko selo. 1931. objavio je knjigu s rezultatima u knjizi Skara Bre (eng. Skara Brae). Napravio je grešku u interpretaciji, ubrajao je lokalitet u Gvozdeno doba. U toku iskopavanja, Čajld se slagao dobro s lokalcima; za njih, on je bio “profesor od glave do pete” zbog njegovih ekscentričnih navika i izgleda. 1932. Čajld je iskopavao dve tvrđave na brežuljku, a u junu 1935. iskopavao je odbrambenu kulu blizu severne Irske. Čajld je iskopavao I dve priznate kule iz gvozdenog doba u Škotskoj.

### Penzija i smrt: 1956–1957.
U leto 1956, Čajld se penzioniše kao IOA direktor godinu dana ranije. Evropska arheologija je naglo napredovala tokom pedesetih, vodeći do povećanja specijalista koji su pravili sinestezije, po kojima je Čajld bio poznat kao veoma težak. Te godine, institut se preselio na Gordon Trgu i Čajld je hteo da da naslednika, V.F. Grajmsa, početnika u novom okruženju. Pored penzionisanja Čajld je pričao svojim prijateljima da želi da se vrati u Australiju, poseti svoju rodbinu I počini samoubistvo; bio je prestravljen da ostari, bude senilan I bude teret društvu, a pored toga sumnjao je I da ima rak.
Kada je sredio sve, Čajld je donirao veći deo njegovih knjiga I sve njegove nekretnine Institutu. Februra 1957, posle praznične poste arheoloških lokaliteta na Gibraltar i u Španiji, otplovio je za Australiju. Stigavši u Sidnej na svoj šezdeset peti rođendan, na Sidnejskom univerzitetu koji mu je zabranio da radi tamo, biva nagrađen počasnom nagradom. Putovao je po zemlji šest meseci, posećivao članove porodice I stare prijatelje, ali nije bio impresioniran australijskim društvom, pretežno neurbanim I jako malo obrazovanim.
Napisavši lična pisma mnogim prijateljima, poslao je jedno Grajmsu tražeći da ne bude otvoreno do 1968. Tu je, opisivajući kako se plaši starosti, izneo svoju nameru da želi da oduzme sebi život, naglašavajući da je „Život  najbolje završiti kad si srećan i jak”. Devetnaestog oktobra 1957, Čajld je otišao u deo Plavih planina gde je odrastao. Ostavivši svoj šešir, naočare, kompas i lulu na Makintašovom vrhu litice, pao je sa 1000 fite (300m). Njegova smrt je opisana kao nesreća, a njegovo samoubistvo bilo prepoznato kada je Grajms objavio njegovo pismo osamdesetih. Njegovi ostaci su kremirani i njegovo ime je dodato u malu familijarnu grobnicu u Krematorijskom vrtu.

## Arheološka teorija
Njegov teorijski pristup se uklapao u marksističku difuziju I funkcionalizam. Čajld je bio kritičar evolucione arheologije koja je bila dominantna u devetnaestom veku. Verovao je da su to  arheolozi koji su vise vezani za artefakte, a ne za ljude koji su ih stvorili. Kao većina zapadnoevropskih arheologa I američkih u to vreme, Čajld nije posmatrao ljude kao prirodno inovativne ili željne promene; iako je pokušavao da shvati društvene promene u okviru difuzije i migracije umesto večitog razvitka I kulturne evolucije.
Tokom decenija koje je Čajld radio, većina arheologa je prihvatila tipartitni sistem koji je danski antikvar Kristijan Jugensen Tomas stvorio (Christian Jürgensen Thomsen). Ovaj sistem je počivao na evolucijskoj hronologiji i podelio praistoriju na kameno, bronzano i gvozdeno doba, ali Čajld je istakao da mnoga svetska društva po pitanju tehnologije još nisu izašla iz kamenog doba. Nikada nije smatrao taj model kao značajan za analizu socio-ekonomskog razvitka povezanog s marksističkim okvirom. On je zato iskoristio tehnologiju kao kriterijum za deljenje praistorije u tri doba, ali koristio je ekonomiju kao kriterijum za potpodelu kamenog doba na paleolit i neolit, odbacujući mezolit kao beskoristan. Na kraju je usvojio podelu prošlosti društva na okvire divljaštva, varvarstva i civilizacije.

### Kulturno istorijska arheologija
Na početku njegove karijere, Čajld je bio pristalica kulturno-istorijske arheologije, na kraju je bio smatran njenim “osnivačem i glavnim predstavnikom”. Ona se vrti oko koncepta kulture, koja je usvojena od antropologa. To je bio najveći preokret u istoriji discipline, dozvoljavajući arheolozima da na prošlost gledaju kao dinamičnu, a ne kao privremenu. Čajld je preuzeo ideju o kulturi od nemačkog arheologa Gustafa Kosine. Triger (Trigger) je izneo svoje gledište  dok je prihvatao Kosinine temelje, ali nije imao svest o rasističkom sadržaju koji je Kosina izneo.
Kasnije u njegovoj karijeri, Čajld  do kraja četrdesetih dovodio u pitanje korisnost kulture kao arheološki koncept i validnost kulturno-istorijskog pogleda. Pedesetih, Čajld je upoređivao ulogu kulturno-istorijske arheologije među praistoričarima sa tradicionalni političko-vojnim pristupom među istoričarima.

### Marksistička arheologija
Čajld je uglavnom bio viđen kao marksistički arheolog, budući da je bio prvi arheolog na zapadu koji je koristio Marksovu teoriju u svom poslu. Marksistička arheologija se pojavila u Sovjetskom savezu 1929. godine, kada je arheolog Vladislav I. Ravdonikas objavio izveštaj pod nazivom „Za sovjetsku istoriju materijalne kulture” (For a Soviet history of material culture). To je bilo sredinom tridesetih, kada je Čajld posetio Sovjetski savez i počeo da vidno primenjuje marksizam u svom poslu.
Mnogi arheolozi su bili pod uticajem Marksovih socio-političkih ideja.  Grin (Green) je iznosio da je Čajld prihvatio „Marksov pogled na modele prošlosti” zato što oni nude „strukturnu analizu kulture u pogledu ekonomije, sociologije i ideologije, ali i principe kulturne promene kroz ekonomiju”.
Čajld je iznosio da je on koristio Marksove ideje kada je interpretirao prošlost „zato što je i do sada to išlo”;  a kritikovao je mnoge marksiste zbog tretiranja socio-političke teorije kao dogme. Budući da je bio svestan opasnosti u kojoj je bio tokom Hladnog rata zbog svoje okrenutosti ka marksizmu, Čajld je počeo da svoje marksističke ideje prilagođava svojim čitaocima.  Čajld je bio pod uticajem sovjetske arheologije, ali ostao je kritičan i prema tome. Nije podržavao kako je sovjetska vlast ohrabrljivala arheologe te zemlje da pretpostave njihove zaključke pre nego što analiziraju materijale i podatke. Takođe je bio kritičan I prema onome što je video kao aljkav pristup tipologiji u sovjetskoj arheologiji. Prvi put je posetio zemljju 1935, a zatim se vraćao 1945, 1953. i 1956. prelistavajući mnoge sovjetske arheologe. Kratko pre njegovog samoubistva poslao je pismo sovjetskoj arheološkoj zajednici ističući da je „ekstremno razočaran” i da je njihova metodologija opala ispod zapadne Evrope i Severne Amerike.

### Uticaji na procesnu I post-procesnu arheologiju
Kroz svoj rad, Čajld je uticao na dva glavna teoretska pokreta u angloameričkoj arheologiji i to se razvilo decenijama nakon njegove smrti: procesna i post-procesna. Prvi pravac se razvio kasnih pedesetih, iznoseći ideju da arheologija treba da bude grana antropologije, delom kroz otkrića univerzalniih zakona društva i verovanje da arheologija mora da bude objektivna u vezi prošlosti. Druga ideja se razvila kao reakcija na procenu kasnih sedamdesetih, odbacujući ideju da arheologija treba da obrađuje objektivne informacije o prošlosti i da prigrli subjektivnost kod svih interpretacija.